# Deshaun Holton
Deshaun Holton, känd som Proof, född 2 oktober 1973, död 11 april 2006 i Detroit, Michigan, USA, var en av medlemmarna i hiphopkollektivet D12, där Eminem är frontfigur. 
Proof's första artistnamn var Maximum, vilket han använde i Junior High School. Proof var mest känd för att vara Eminems bäste vän men var känd även innan dennes genombrott. Proofs största framgång kom 1999 då han vann en tävling i freestyle rap som anordnades av en av de största hiphoptidningarna, The Source. Proof träffade Eminem på Junior High när han delade ut flyers. Han frågade Eminem om denne hade lust att vara med på hans talangshow.

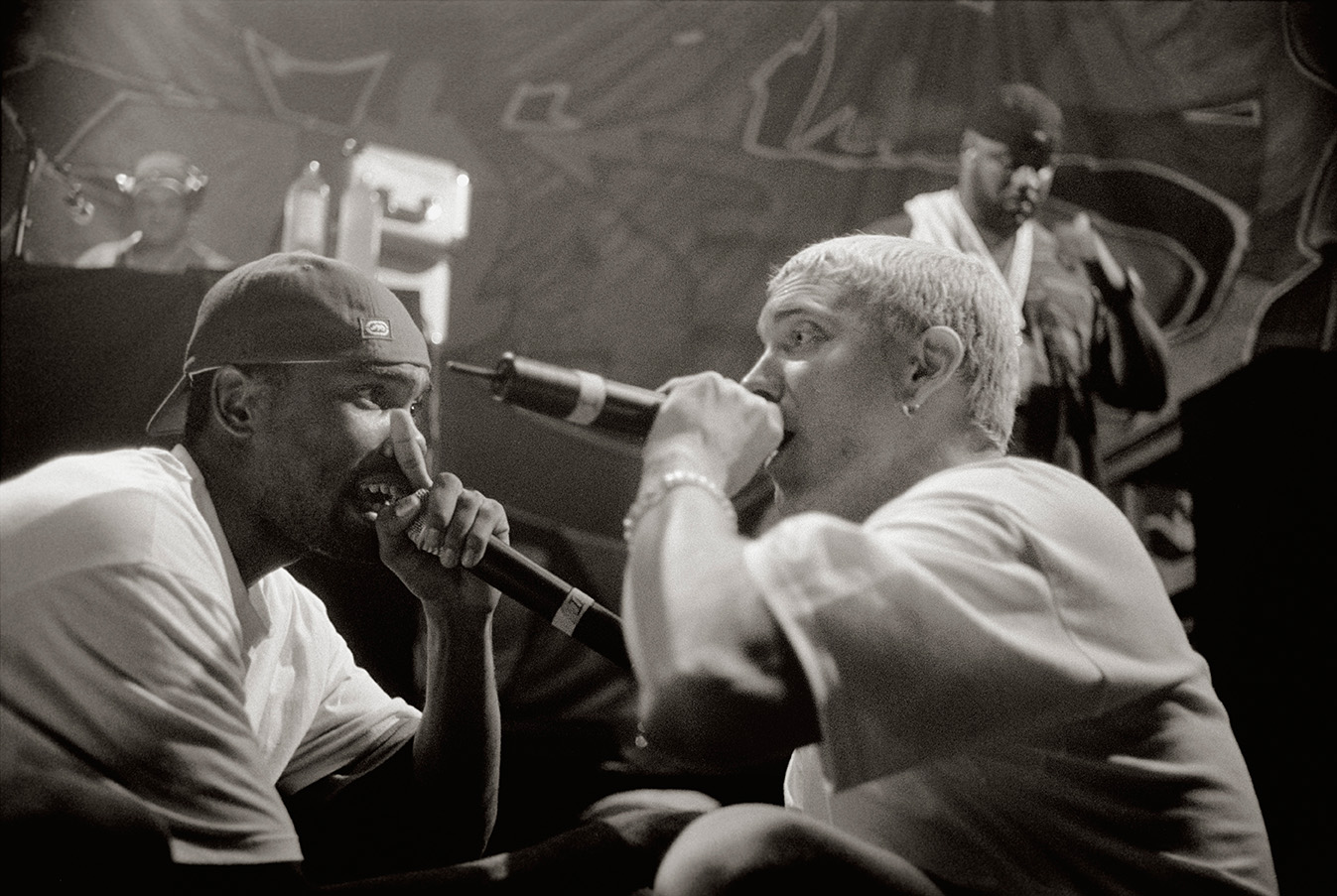
Juice Jam 1999 i München med Eminem.

Proof dog 11 april 2006, då han sköts i huvudet på klubben CCC Club.
2010 gjorde Eminem en låt som handlar om Proof, Låtens namn är You're never over, och han nämner även Proof i ett flertal låtar på sitt album "Recovery".
År 2004 skapade Eminem låten Like Toy Soldiers, som vanligen missuppfattas att handla om nära vännen och rap artisten Proof, men då låten i själva verket färdigställdes ungefär 1 år innan Proofs död är detta inkorrekt. Det budskapet som egentligen försöks få fram i låten handlar mer om den dåvarande våldsamma scenen, där han kände att alla dispyter som pågick hade gått överstyr då en dispyt möjligtvis tagit hans nära vän BugZ's (Karnail Paul Pitts) liv. Eminems vers i Yelawolfs låt Best Friend handlar även om Proof